# Прыжки в воду на летних Азиатских играх 1974
Соревнования по прыжкам в воду на летних Азиатских играх 1974 проходили в Спортивном комплексе Арьямехр с 2 по 7 сентября 1974 года.

## Общий медальный зачёт
| Место | Страна           | Золото | Серебро | Бронза | Всего |
| ----- | ---------------- | ------ | ------- | ------ | ----- |
| 1     | Китай            | 4      | 2       | 2      | 8     |
| 2     | Япония           | 0      | 1       | 2      | 3     |
| 3     | Республика Корея | 0      | 1       | 0      | 1     |
| Всего | Всего            | 4      | 4       | 4      | 12    |

## Медалисты

### Мужчины
| Дисциплина   | Золото           | Серебро                    | Бронза               |
| ------------ | ---------------- | -------------------------- | -------------------- |
| Трамплин 3 м | Се Цаймин Китай  | Гу Хо Сук Республика Корея | Лю Суй Китай         |
| Вышка 10 м   | Ли Кунчжэн Китай | Ду Ду Китай                | Цутому Кимура Япония |

### Женщины
| Дисциплина   | Золото              | Серебро                | Бронза               |
| ------------ | ------------------- | ---------------------- | -------------------- |
| Трамплин 3 м | Чжун Шаочжэнь Китай | Сун Юньцзан Китай      | Каноко Мабути Япония |
| Вышка 10 м   | Чжун Шаочжэнь Китай | Фусако Какумару Япония | Лао Шучэн Китай      |